# José Ruiz Farrona
José Ruiz Farrona (n. 1887) fue militar español que luchó en la Guerra Civil Española.

## Biografía
Nacido el 2 de octubre de 1887 en la localidad pacense de Valverde de Mérida, fue militar profesional y perteneció al arma de infantería. Llegó a ser miembro de la masonería, en la cual se inició en 1928. En julio de 1936 se encontraba en Badajoz destinado en el Regimiento «Castilla» n.º 3, con el rango de comandante.
Conocido por su militancia izquierdista, tras el estallido de la Guerra civil se mantuvo fiel a la República y junto a otros oficiales impidió que la guarnición de Badajoz se uniera a la sublevación. Durante las primeras semanas de la contienda llegó a mandar una columna de milicianos —la «Columna de operaciones de Extremadura»— en los frentes de Extremadura y Centro. Durante este periodo Ruiz Farrona instaló su centro de operaciones en la localidad de Castuera. Posteriormente ascendería al rango de teniente coronel. En diciembre de 1936 fue nombrado comandante de la 63.ª Brigada Mixta, agregada a la «Agrupación de fuerzas del Tajo-Extremadura». Unos meses después, en junio asumió el mando de la 37.ª División, unidad que mandó en marzo de 1938. También ejerció brevemente el mando del VII Cuerpo de Ejército, en septiembre de 1937.
Al final de la contienda fue capturado por los franquistas, siendo encarcelado. En 1940 fue juzgado por un tribunal militar con el cargo de «adhesión a la rebelión militar» y condenado a muerte, si bien dicha pena le sería conmutada por la de treinta años de reclusión. También resultó expulsado del Ejército.